# Syrictes curvicornis
Syrictes curvicornis är en skalbaggsart som beskrevs av S. Endrödi 1977. Syrictes curvicornis ingår i släktet Syrictes och familjen Dynastidae. Inga underarter finns listade i Catalogue of Life.